# Čas amoku
Čas amoku (v anglickém originále Amok Time) je první díl druhé řady seriálu Star Trek. Premiéra epizody proběhla 15. září 1967.
Ve Spojených státech tato epizoda začínala 2. sérii seriálu. Za zmínku stojí doprovodná hudba při hlavním souboji, která se dodnes využívá při parodování právě tohoto dílu v různých seriálech, jako např. Simpsonovi nebo Futurama. V této epizodě byl také poprvé použit vulkánský pozdrav a představen koncept Pon Farr.

## Příběh
Hvězdného data 3372.7 kosmická loď USS Enterprise NCC-1701 pod vedením kapitána Jamese Tiberius Kirka míří na planetu Altair VI reprezentovat Spojenou federaci planet při inauguračním ceremoniálu nového prezidenta planety.
Ještě před zadáním kurzu se však vyskytuje problém v podobě náladovosti pana Spocka, resp. zuřivosti. To je u Vulkánce značně podivné a ještě více to, že první důstojník žádá o dovolenou, kterou vždy odmítal.
Kapitán Kirk se snaží ze Spocka dostat nějaké vysvětlení jeho chování, ale bez úspěchu a posléze se dostává do situace kdy se musí rozhodovat mezi Altairem VI na rozkaz flotily a Vulkánem pro Spocka. Dr. Leonard McCoy zjistil, že Spockův zdravotní stav je vážný a nedorazí-li na Vulkán pro vyřešení svých záležitostí do osmi dnů, zemře. Kirk se rozhoduje pro Vulkán, aby Spockovi zachránil život a dozvídá se, že jde o „biologii“, konkrétně, že Spock se nachází v životním období Vulkánců, kdy musí najít své určené družky a provést tradiční obřad, něco mezi zasnoubením a svatbou. Na Vulkánu se Spock setkává s T’Pring - jeho oficiální ženou, kterou mu zvolili rodiče v jeho 7 letech. Ta však obřad přeruší a volí souboj, kdy Spock o ní musí bojovat. T’Pring si za šampióna vybrala nečekaně kapitána Kirka. V tom se ozve jeden z Vulkánců s tím, že protestuje, protože měl být vybrán on, jakožto muž, kterého T’Pring skutečně chce. Kirk má možnost souboj odmítnout, protože se na něj vulkánské zvyky nevztahují, ale protože si myslí, že Spock není ve stavu, aby porazil jiného vulkánce, rozhodne se zůstat. McCoy protestuje, protože horké podnebí a řídký vzduch silně znevýhodňuje kapitána, ale ten je rozhodnut Spocka omráčit a tím zachránit.
Začíná souboj na život a na smrt mezi nejlepšími přáteli. Že z pomyslného ringu může odejít pouze jeden se Kirk dozvídá už pozdě a musí bojovat. Ačkoliv si Kirk nevede v souboji špatně, Vulkánci jsou mnohem silnější než lidé a první kolo končí v pravou chvíli. McCoy žádá, aby mohl Kirkovi píchnout injekci, která kompenzuje značnou nevýhodu horkého a řídkého vzduchu. Je mu vyhověno. Začíná druhé kolo ve kterém ovšem Kirk ztrácí sílu a je uškrcen zbraní připomínající šálu. McCoy odhání Spocka a žádá Uhuru o transport. Spock je očividně mimo svůj amok, když mu McCoy oznamuje, že i přes dané okolnosti má jako první důstojník velení. Dává příkazy nabrat kurz k nejbližší základně. T’Pring vysvětluje, že chtěla onoho Vulkánce zvaného Stonn. Pokud by Kirk vyhrál, nechtěl by jí a ona by měla, co chce. Kdyby vyhrál Spock, opět by jí odmítl, protože si vybrala souboj místo obřadu.
Na Enterprise Spock chce rezignovat na svou hodnost a předat velení lodi panu Scottovi. V tom jej přeruší Kirk s tím, že by se měl poradit nejprve s ním. Po záchvěvu radosti si Spock nechává vysvětlit, že Kirkovi vlastně nebyla píchnuta injekce pro kompenzaci atmosféry, ale nervový paralyzátor, aby se všem zdálo, že je kapitán mrtvý. Závěrem přichází zpráva z Hvězdné flotily, že na žádost vulkánské delegátky T’Pau je rozumné zdržení na Vulkánu povoleno.